# Hot Lips Page

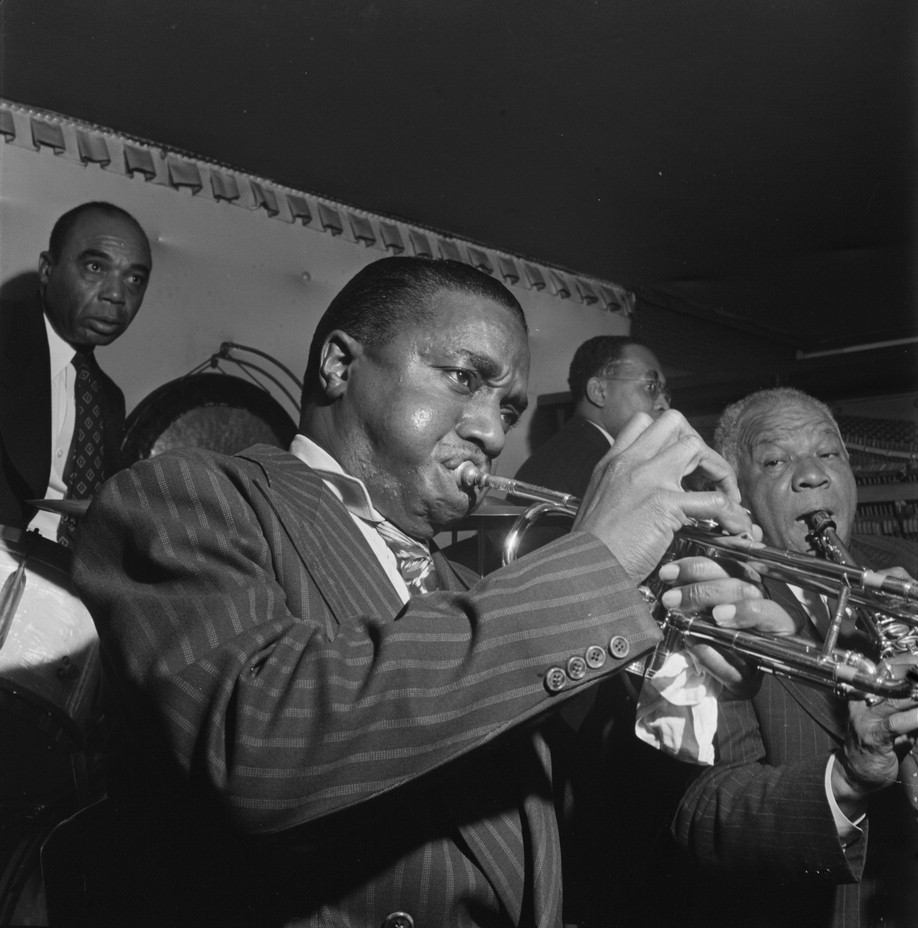
Hot Lips Page (främst) 1947. Till höger om Page ses Sidney Bechet.

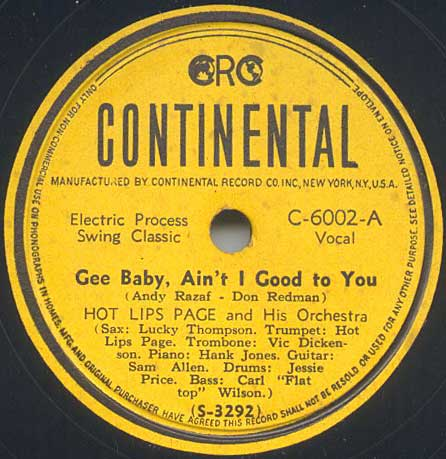
Skivetikett från en inspelning av Gee, Baby, Ain't I Good to You 1945 - Continental (C-6002-A).

Oran Thaddeus "Hot Lips" Page, född den 27 januari 1908 i Dallas, död den 5 november 1954 i New York var en amerikansk jazztrumpetare, sångare och bandledare.
Förutom att vara ledare för och göra ett stort antal inspelningar med egna band (med namn som "Hot Lips Page and his Orchestra", "Hot Lips Page and his All Stars", "Hot Lips Page Hot Seven" och "Hot Lips Page and his Swing Seven"), spelade han för bland andra Count Basie, Bessie Smith och Artie Shaw.